# آموزش در ترکیه

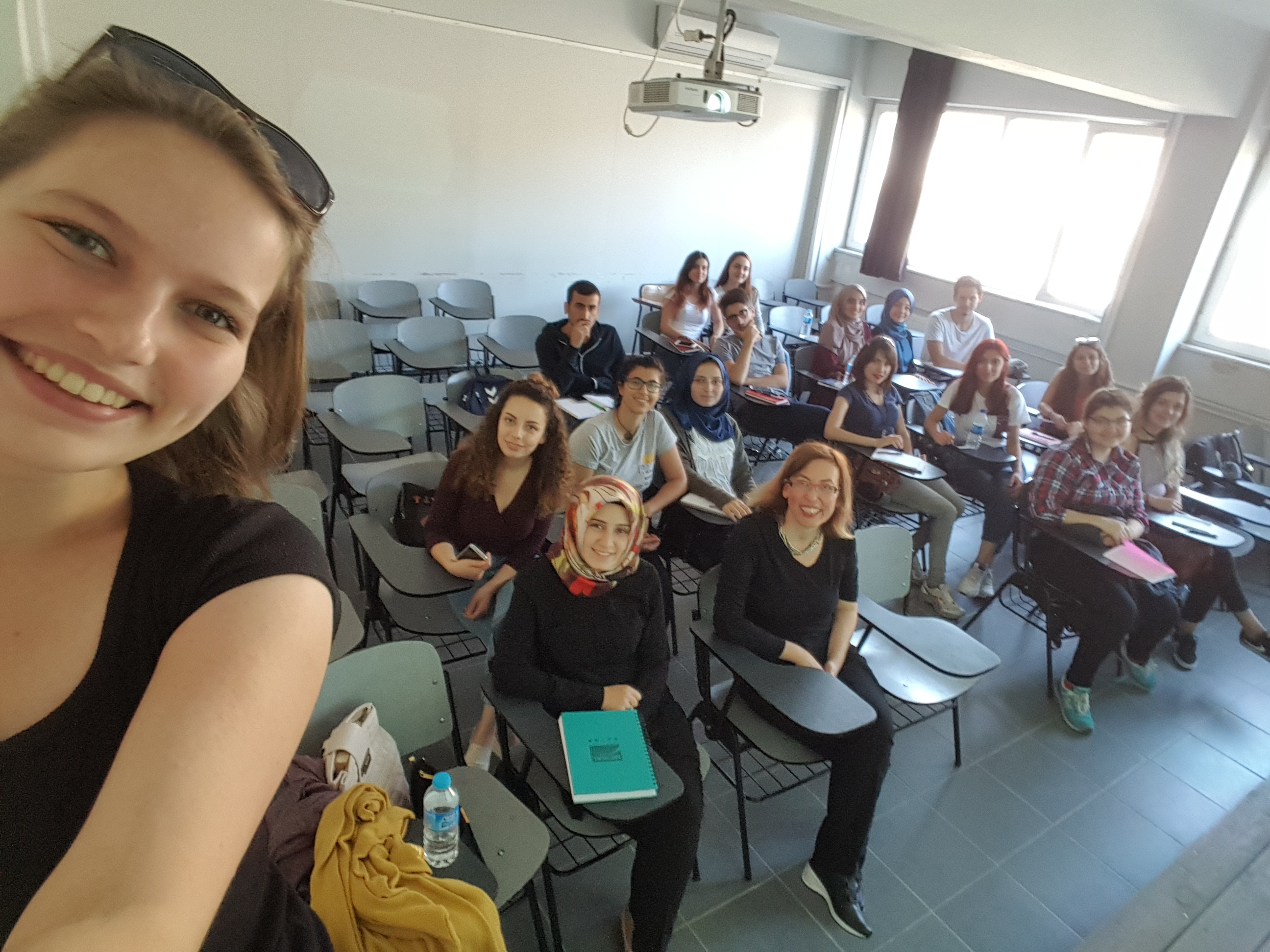
صحنه ای از یک کلاس با اکثریت زنان در گروه روان‌شناسی دانشگاه اولوداغ در بورسا، ترکیه. در ترکیه، ۴۷٫۵ درصد از کارکنان پنج دانشگاه برتر زن هستند که این نسبت بیشتر از همتایان آنها در ایالات متحده (۳۵٫۹٪)، دانمارک (۳۱٪) و ژاپن (۱۲٫۷٪) است.

آموزش و پرورش در کشور ترکیه توسط یک سیستم ملی اداره می‌شود که مطابق با اصلاحات آتاتورک ایجاد شده‌است. این سیستم تحت نظارت دولت است و هدف آن پرورش طبقه متخصصین ماهر برای جامعه و موسسات اقتصادی کشور طراحی شده‌است.
مدت زمان تحصیل اجباری ۱۲سال می‌باشد. هزینه‌های آموزش ابتدایی و متوسطه توسط دولت پرداخت می‌شود و تحصیل در مدارس دولتی بین سنین ۶ تا ۱۹ سال به صورت رایگان انجام می‌شود. تحصیلات متوسطه یا دبیرستان اجباری نیست، اما ورود به دانشگاه ضروری است.
کشور ترکیه تا سال ۲۰۲۲ دارای بیش از ۲۰۰ دانشگاه می‌باشد سامانه گزینش و جایابی دانشجو ÖSYS، متناسب با عملکرد دانش‌آموزان پس از فارغ‌التحصیلی از دبیرستان، آنها را به دانشگاه‌ها معرفی می‌کند.
تا سال ۲۰۱۹، ۹۷ درصد از کودکان واجد شرایط در ثبت نام مدارس ابتدایی کرده‌اند. این تعداد با بحران پناهجویان سوری به میزان قابل توجهی کاهش یافته‌است و بسیاری از کودکان سوریه‌ای در طول این بحران مدرسه را ترک کردند.
در سال ۲۰۲۲، کل هزینه‌های صرف‌شده در آموزش و پرورش در ترکیه بالغ بر ۱۳٫۴میلیارد دلار، شامل بودجه دولتی تخصیص یافته از طریق وزارت آموزش ملی و بودجه‌های جذب شده از بخش خصوصی و بین‌المللی بوده‌است.
در ترکیه سهم هزینه آموزش صرف شده از ثروت ملی که در سیستم آموزشی سرمایه‌گذاری شده‌است از میانگین کشورهای سازمان همکاری و توسعهٔ اقتصادی OECD بالاتر است. شورای تحقیقات علمی و فناوری ترکیه اصلی‌ترین نهاد ملی تحقیق و توسعه در ترکیه است.
گزارش سازمان سنجش ظرفیت حقوق بشر (HRMI) نشان می‌دهد که با در نظر گرفتن سطح درآمد ترکیه، این کشور به ۶۱٫۷ درصد از آنچه که باید بر اساس منابع (درآمد) خود برای آموزش ابتدایی و ۸۶٫۱ درصد برای آموزش متوسطه ممکن باشد، دست می‌یابد.

## تاریخ

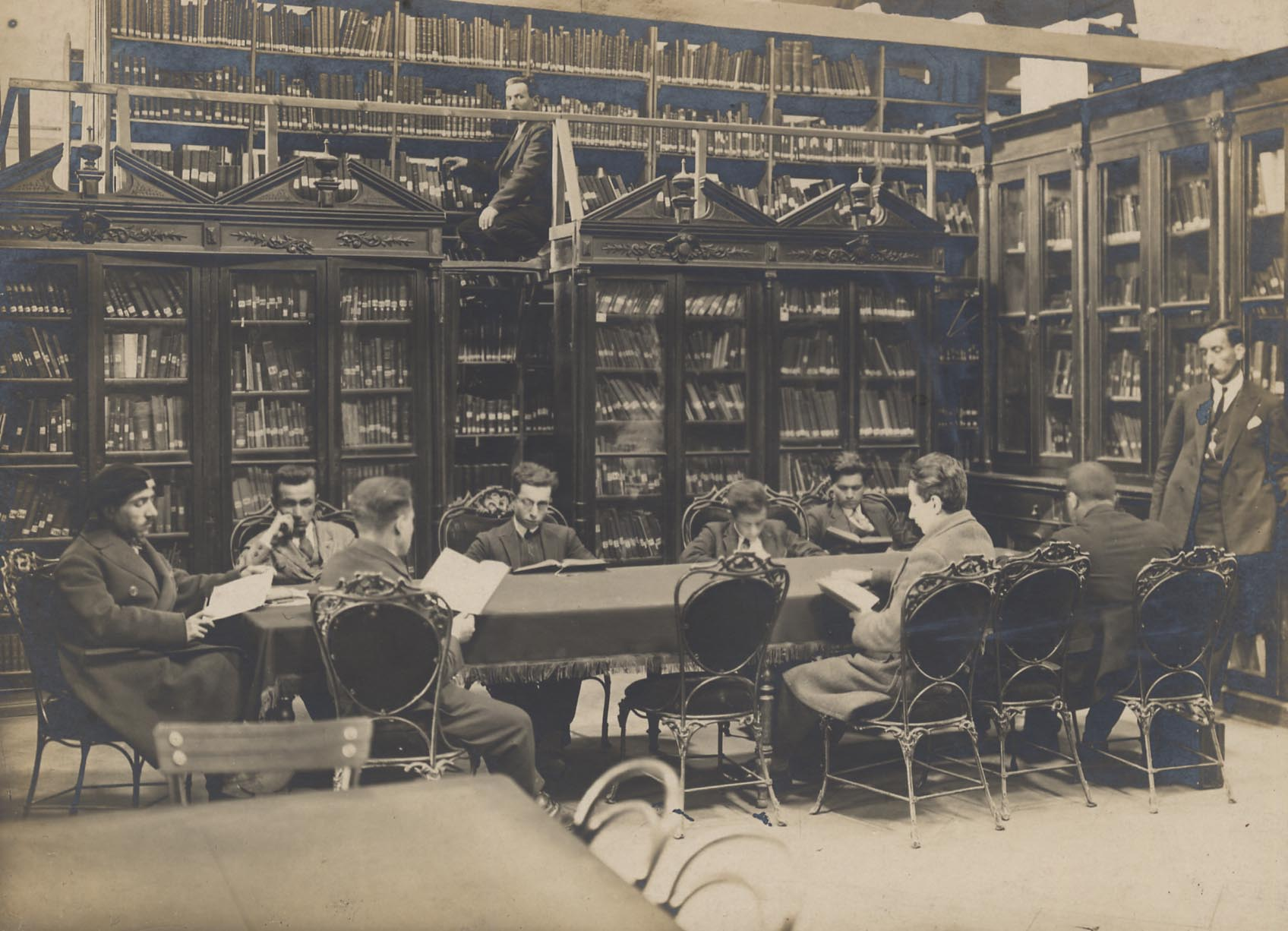
کتابخانه دولتی بیازیت در سال ۱۸۸۴تأسیس شد.

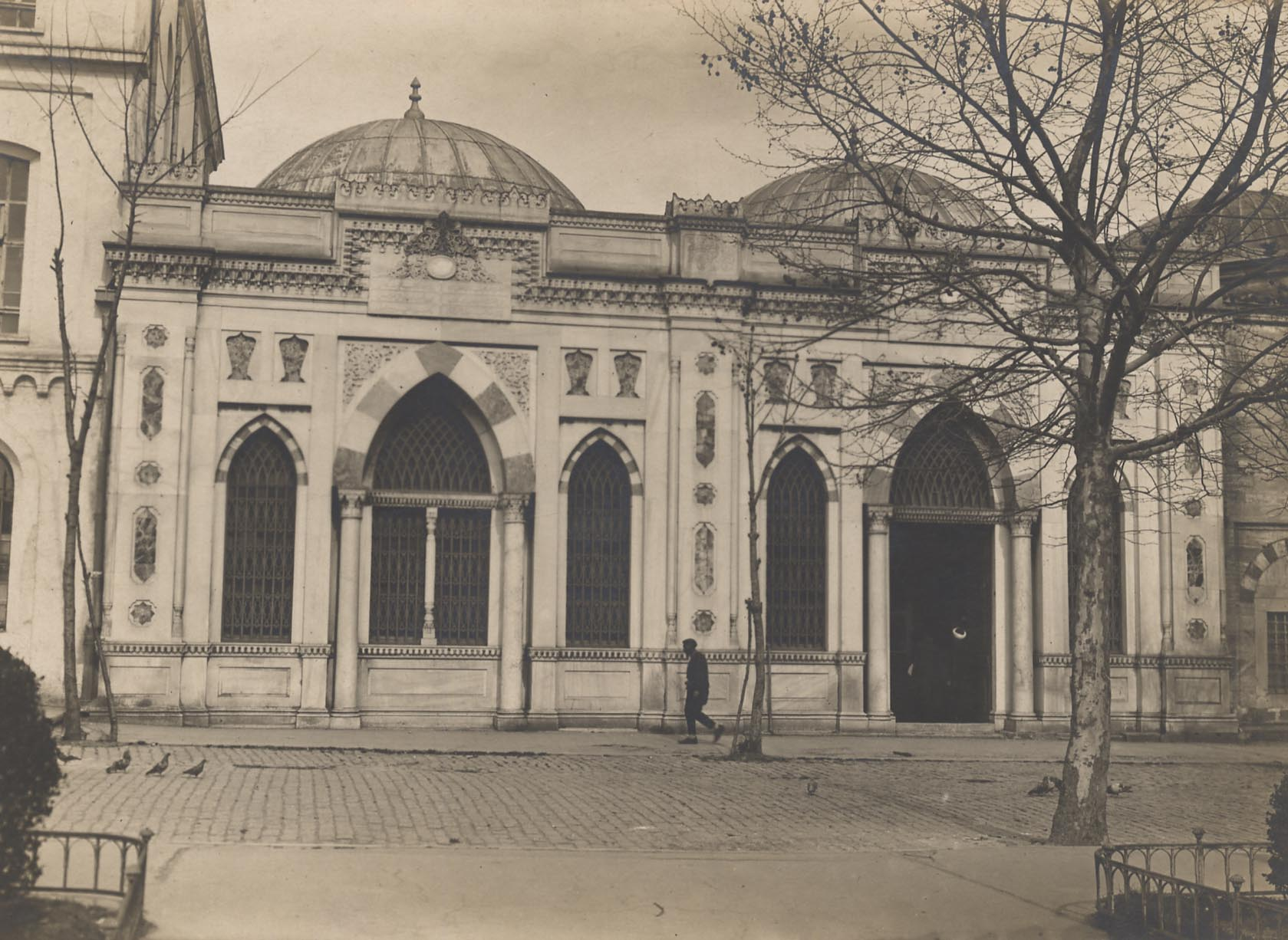
کتابخانه دولتی بیازیت در سال ۱۸۸۴تأسیس شد.

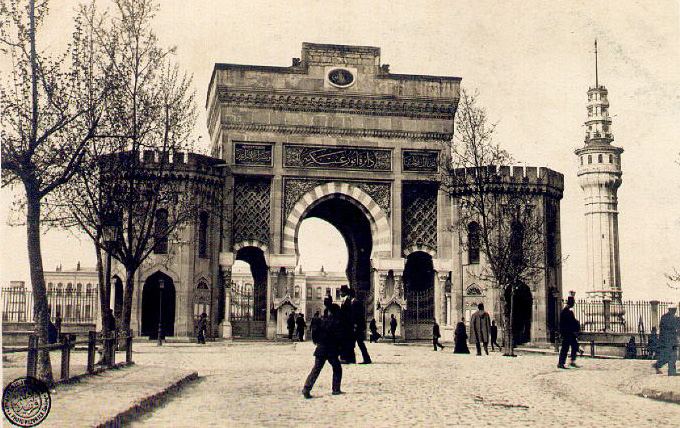
دانشگاه استانبول با سابقه‌ترین دانشگاه ترکیه است.

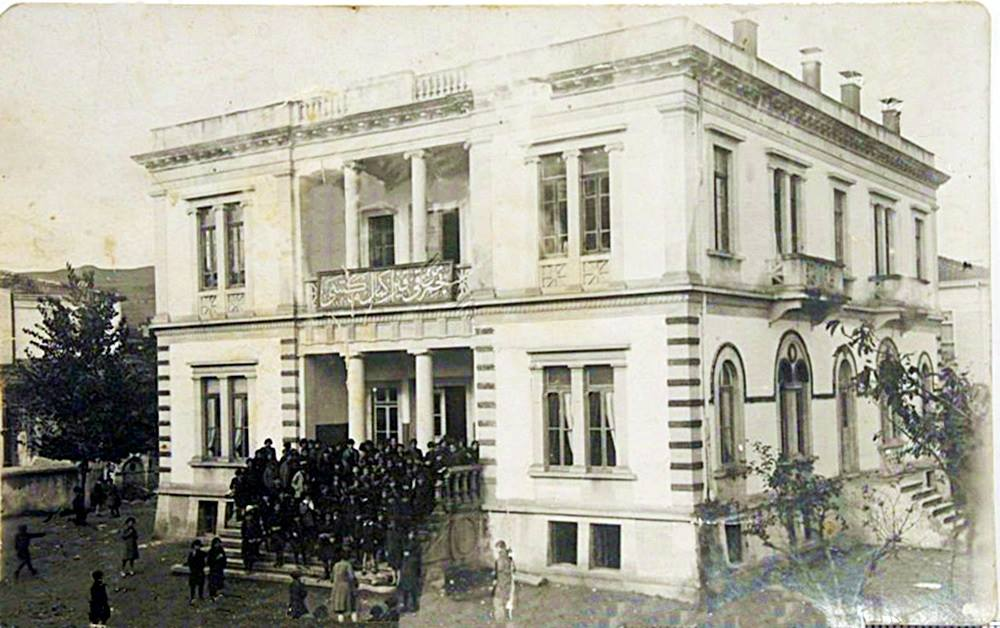
مدرسه ابتدایی میثات پاشا (دهه ۱۹۲۰) برای دختران در دوران امپراتوری عثمانی.

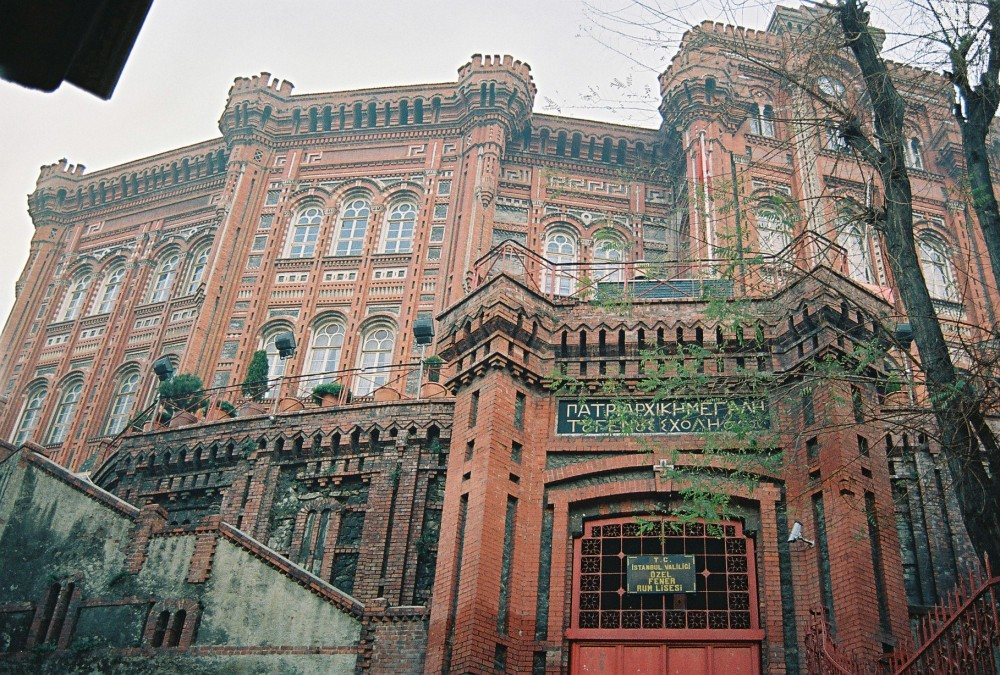
دانشکده ارتدوکس یونانی فانار مدرسه اقلیت یونانی است که در امپراتوری عثمانی در سال ۱۴۵۴تأسیس شد.

پس از تأسیس جمهوری ترکیه به رهبری مصطفی کمال پاشا تشکیلات وزارت آموزش و پرورش ملی (به ترکی استانبولی: Millî Eğitim Bakanlığı) به تدریج توسعه یافت و با قانون شماره ۲۲۸۷ مصوب ۱۹۳۳ سازماندهی دوباره شد. نام این وزارتخانه چندین بار تغییر یافته‌است. این وزارتخانه با نام «وزارت فرهنگ» (۱۹۳۵–۱۹۴۱) و سپس با نام «وزارت آموزش ملی، جوانان و ورزش» (۱۹۸۳–۱۹۸۹) واز آن تاریخ تا کنون به نام «وزارت آموزش ملی» نامیده می‌شود.
پیش از تأسیس جمهوری در ترکیه، مؤسسات آموزش و پرورش از داشتن شخصیت ملی دور بودند. مدارس در سه مجموعه مجزا سازماندهی شدند که نهادهای عمودی مستقل از یکدیگر بودند. اولین و رایج‌ترین در این سازمان مدارس و مدارس ناحیه مبتنی بر آموزش زبان عربی و حفظ قرآن، دوم مدارس اصلاحی و دبیرستان‌های حامی نوآوری و سوم دانشکده‌ها و مدارس اقلیت با آموزش به زبان خارجی بودند.
با تصویب قانون ادغام آموزش و پرورش در ۳ مارس ۱۹۲۴ سه مجموعه آموزشی مجزا با هم ترکیب شدند، اولی بسته شد، دومی توسعه یافت و سومی زیر نظر وزارت آموزش و پرورش قرار گرفت. یکی از اهداف آن اعمال سکولاریسم در حوزه آموزش بود. طبق قانون سازمان آموزش و پرورش شماره ۷۸۹مصوب ‎۱ فروردین ۱۳۰۵ (۲۲ مارس ۱۹۲۶)، وزارت آموزش و پرورش ملی مسئولیت تعیین مدارک و برابری مدارس دولتی و خصوصی را عهده‌دار شد. طبق این قانون «بدون مجوز و موافقت وزارت آموزش ملی در ترکیه افتتاح مرکز آموزشی منع شد» یا «برنامه‌های درسی توسط وزارت آموزش ملی تهیه می‌شود» تصویب و اجرایی شد. مؤسسات آموزش فنی-حرفه ای که قبلاً توسط دولت‌های محلی اداره می‌شد، نیز تحت مسئولیت وزارت آموزش و پرورش قرار گرفتند.
در سال‌های ۱۳۰۲–۱۳۰۳ (۱۹۲۳–۱۹۲۴)، در ترکیه کمی بیش از ۷٬۰۰۰ دانش‌آموز دبیرستانی، تقریباً ۳٬۰۰۰ دانش‌آموز دبیرستانی، حدود ۲۰۰۰ دانش‌آموز مدرسه فنی و رسماً ۱۸٬۰۰۰دانش‌آموز مدرسه وجود داشت که از این تعداد ۶٬۰۰۰ دانش‌آموز در حال تحصیل بودند که از الزام به خدمت سربازی معاف شده و باقیمانده فقط ثبت‌نام کردند. جمعیت ترکیه در آن زمان حدود ۱۳ تا ۱۴میلیون نفر بود.

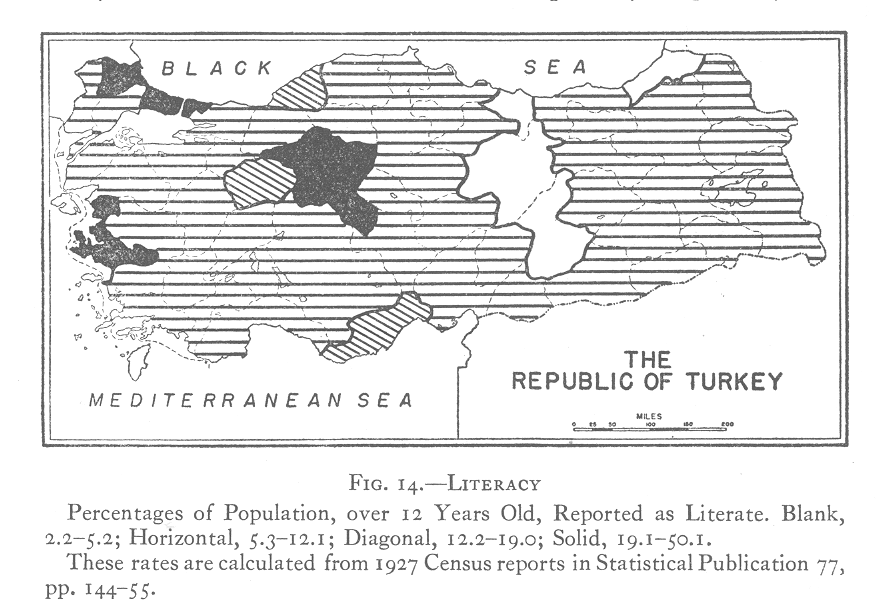
نرخ سواد قبل از اصلاح زبان در ترکیه (۱۹۲۷). نرخ باسوادی تا سال ۱۹۵۰ به ۴۸٫۴درصد در میان مردان و ۲۰٫۷ درصد در میان زنان افزایش یافت. در ترکیه امروزی، این نرخ ۹۸٫۳ درصد است.

در ۱ نوامبر ۱۹۲۸، قانون شماره ۱۳۵۳که الفبای جدید مبتنی بر لاتین را معرفی می‌کرد تصویب شد و در سال ۱۹۳۱ انجمن تاریخ ترکی و در سال ۱۹۳۲ انجمن زبان ترکی برای محافظت علمی از زبان ترکی در برابر تأثیرات زبان‌های خارجی و بهبود آن و جلوگیری از سوء استفاده از زبان ترکی تأسیس شد. مقامات جمهوری‌خواه ترکیه در ابتدا دوازده ناحیه آموزشی داشتند که توسط افرادی منصوب شده بود، اما بعداً به مقامات محلی اختیارات بیشتری دادند و مدیران آموزشی توسط مقامات استانی منصوب شدند.
در سال ۱۹۳۸ دوره‌های سیار برای زنان به منظور حمایت از آموزش بیشتر جمعیت زنان روستایی سازماندهی شد و جوانانی که دوره ابتدایی را به پایان می‌رساندند و همچنین زنان تا سن ۴۵ سالگی برای شرکت در این دوره‌ها پذیرفته شدند. یک دوره ۸ ماه طول کشید و سپس معلمان به روستای بعدی می‌رفتند. بین سالهای ۱۹۴۰ و ۱۹۷۴ تقریباً ۳۰۵٬۰۰۰زن در ۱۳٬۴۲۹ دوره شرکت کردند. حدود ۲۴۰٬۰۰۰ نفر از این دوره‌ها با موفقیت فارغ‌التحصیل شدند.

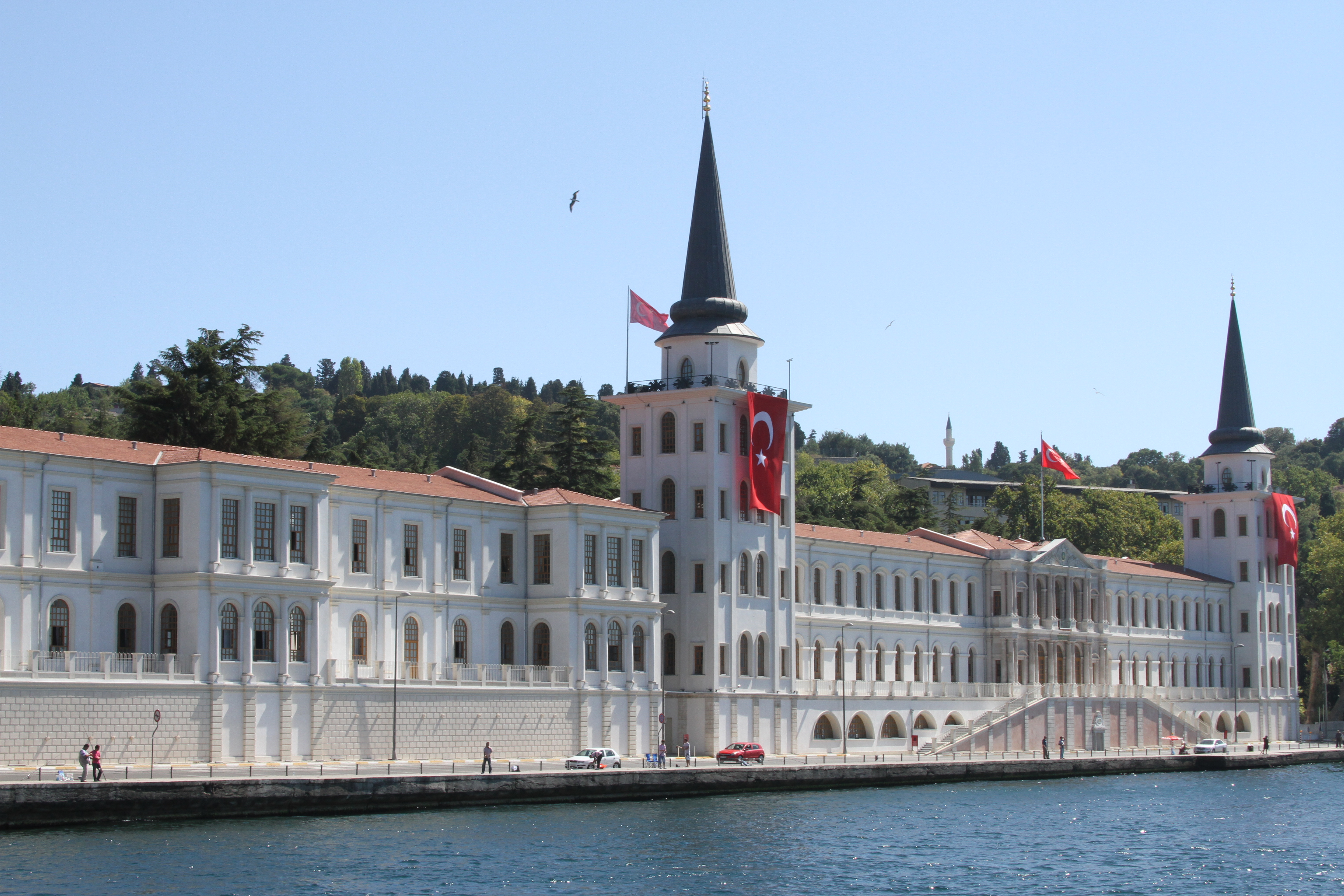
دبیرستان نظامی کوللی در استانبول در نزدیکی بسفر.

تا سال ۱۹۹۷ کودکان در ترکیه مجبور به گذراندن یک دوره پنج ساله بودند. اصلاحات سال ۱۹۹۷ آموزش اجباری به مدت هشت سال تصویب شد. و قانون جدید ارائه شده در مارس ۲۰۱۲ آموزش اجباری شهروندان ترکیه را تا ۱۲ سال افزایش داد (مطابق قانون جدید آموزش و پرورش و برخی قوانین اصلاحی)

## آموزش پیش دبستانی
آموزش پیش دبستانی شامل آموزش اختیاری کودکان با سن بین ۳۶ تا ۷۲ماه است که زیر سن آموزش ابتدایی اجباری هستند. موسسات آموزش پیش دبستانی، مهد کودک‌های مستقل، به عنوان کلاس‌های مهدکودک و کلاس‌های عملی در موسسات آموزش رسمی و غیررسمی با ظرفیت فضای آموزشی مناسب افتتاح می‌شوند.

## آموزش ابتدایی

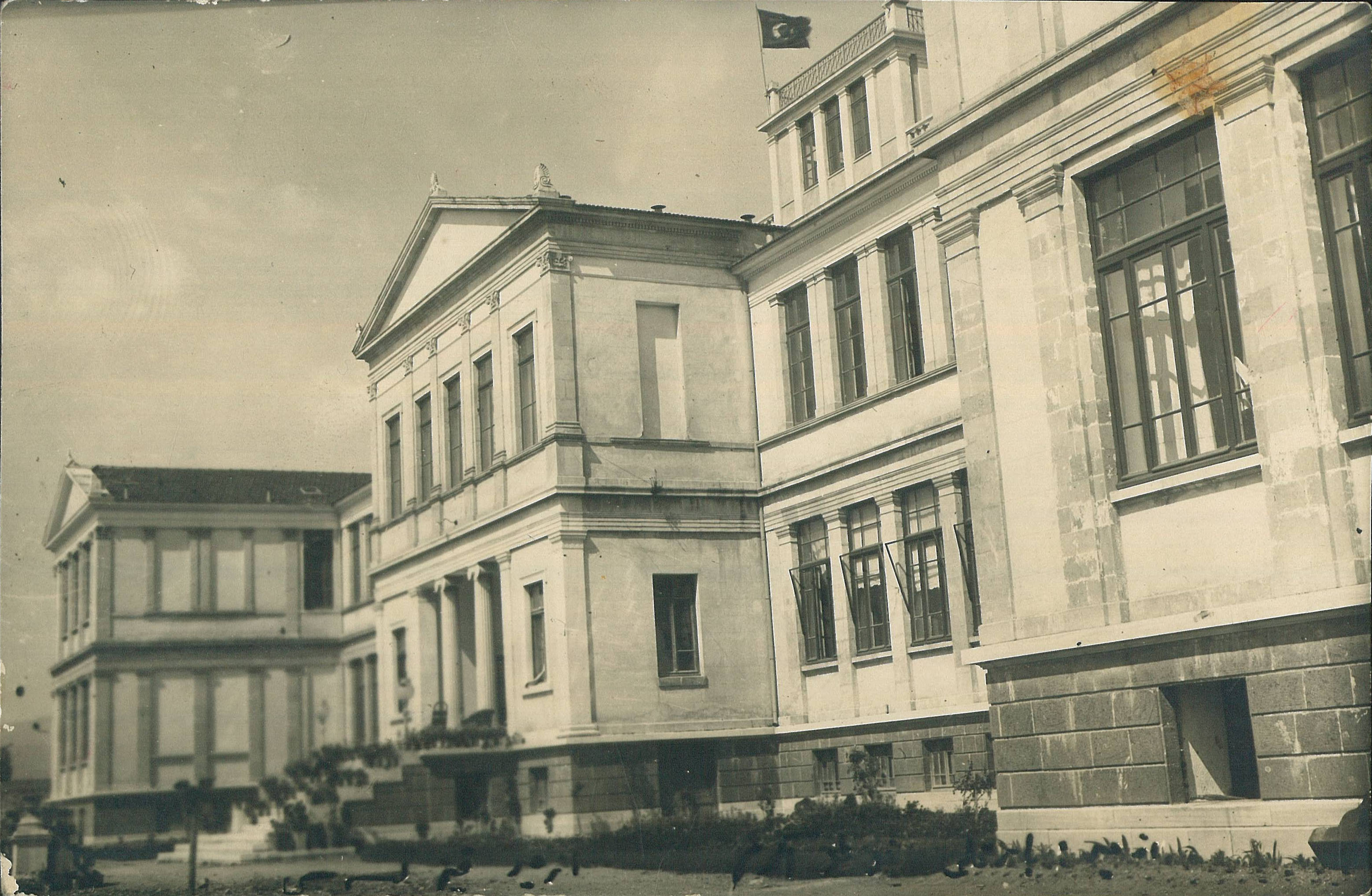
Namık Kemal Lisesi در ازمیر.

دوره آموزش اجباری در مقطع دبستان (ترکی استانبولی: İlköğretim Okulu) ۴ سال طول می‌کشد. آموزش ابتدایی شامل آموزش و تدریس برای کودکان ۶ تا ۱۴ ساله می‌شود، این دوره برای همه شهروندان اعم از دختر یا پسر اجباری است و در مدارس دولتی به صورت رایگان ارائه می‌شود. مؤسسات آموزش ابتدایی مدارسی هستند که هشت سال آموزش بدون وقفه ارائه می‌دهند و در پایان آن فارغ التحصیلان دیپلم تحصیلات ابتدایی دریافت می‌کنند. چهار سال اول دبستان گاهی اوقات به عنوان «مدرسه اول، سطح اول» (ترکی استانبولی: İlkokul 1. Kademe) اما هر دو درست است.

## آموزش متوسطه

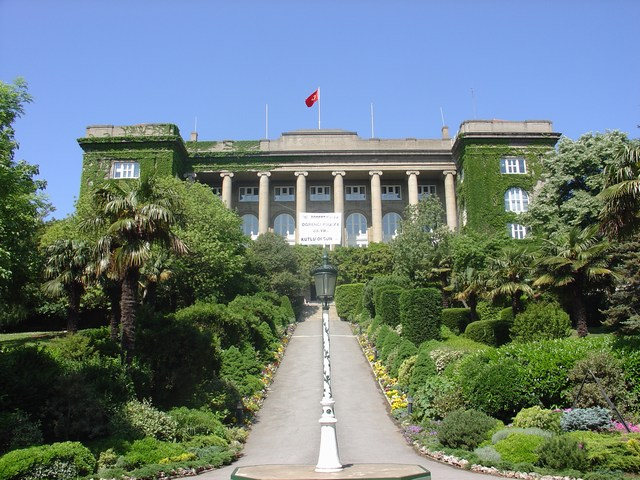
کالج رابرت در استانبول

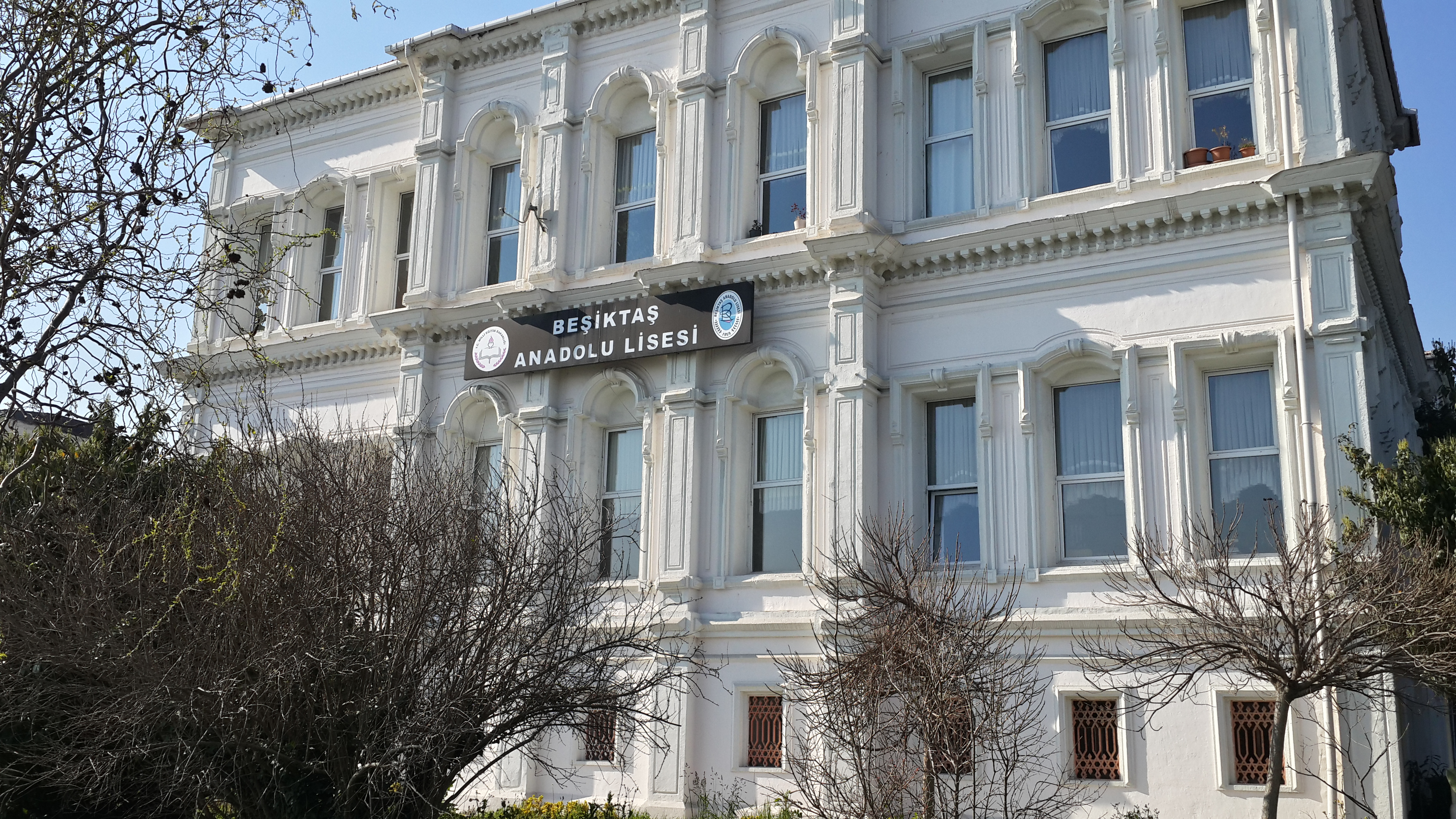
دبیرستان آناتولی بشیکتاش در استانبول

آموزش متوسطه شامل کلیه مؤسسات آموزش عمومی، حرفه و فن است که حداقل سه سال علاوه بر دوره مدرسه ابتدایی آموزش می‌دهند. سیستم پذیرش در دبیرستان تقریباً هر سال تغییر می‌کند. گاهی اوقات مدارس خصوصی امتحانات متفاوتی دارند، گاهی اوقات ۳ امتحان برای ۳ سال وجود دارد، گاهی اوقات فقط یک امتحان وجود دارد اما متفاوت محاسبه می‌شود، گاهی اوقات آنها فقط به نمرات مدرسه شما نگاه می‌کنند.
آموزش متوسطه فنی و حرفه ای شامل مؤسساتی است که هم دانش آموزان را به عنوان نیروی انسانی در تجارت و سایر زمینه‌های حرفه ای پرورش می‌دهند، هم آنها را برای آموزش عالی آماده می‌کنند و هم اهداف آموزش متوسطه عمومی را برآورده می‌کنند.

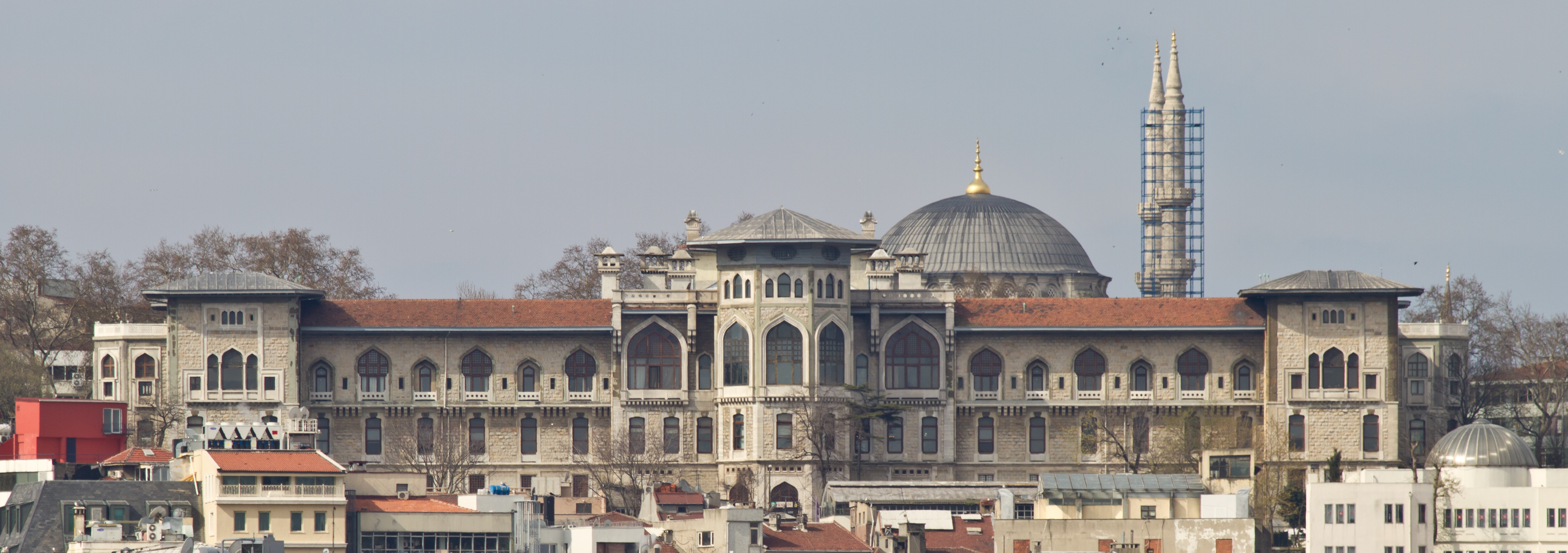
دبیرستان استانبول (به ترکی استانبول Erkek Lisesi) در سال ۱۸۸۶ تأسیس شد.

دانش‌آموزان در پایان دبیرستان پس از کلاس دوازدهم در امتحان پایان دوره دبیرستان شرکت می‌کنند و برای شرکت در آزمون ورودی دانشگاه و ادامه تحصیل در دانشگاه ملزم به قبولی در این آزمون هستند. چهار نوع امتیاز برای رشته‌های مختلف دانشگاهی وجود دارد که شامل موارد زیر می‌شود:
- زبان ترکی – ریاضیات: روابط بین‌الملل، حقوق، آموزش، روان‌شناسی، اقتصاد، مدیریت بازرگانی و موارد مشابه.
- علم: مهندسی، علوم کامپیوتر، پزشکی و سایر حرفه‌های مرتبط با علم.
- علوم اجتماعی: تاریخ، جغرافیا و آموزش و پرورش.
- زبان‌های خارجی: زبان/زبان‌شناسی و آموزش زبان.

### آموزش بین‌المللی

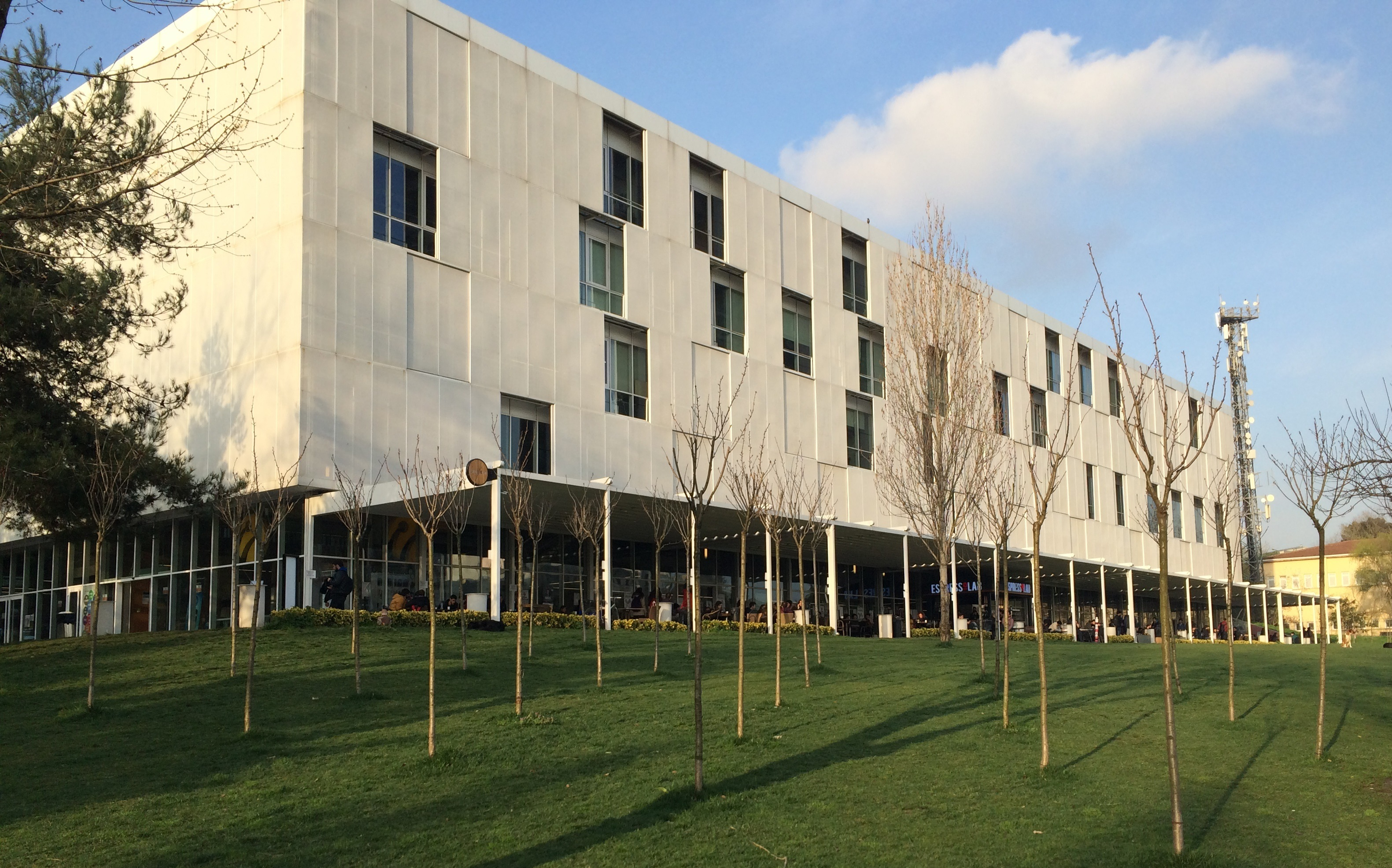
سالن سخنرانی در پردیس Ayazağa دانشگاه فنی استانبول.

نظام آموزش بین‌المللی آی بی از سال ۱۹۹۴ در ترکیه ایجاد شده‌است، از زمانی که اولین مدرسه توسط IB مجوز گرفت تا کنون ۵۳ مدرسه یک یا چند برنامه IB را ارائه می‌دهند.

### آموزش حرفه ای

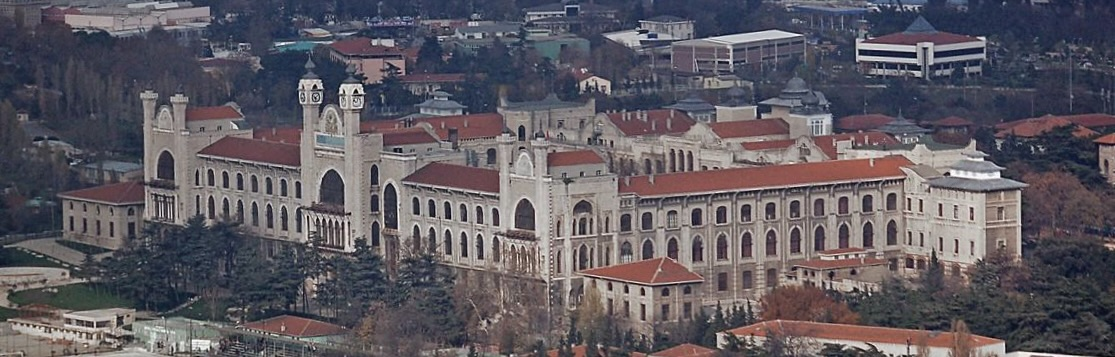
پردیس حیدرپاشا دانشگاه مرمره، در اصل کالج پزشکی امپراتوری (Mekteb-i Tıbbiye-i Şahane)، استانبول.

آموزش متوسطه فنی و حرفه ای شامل مؤسساتی است که هم دانش آموزان را به عنوان نیروی انسانی در تجارت و سایر زمینه‌های حرفه ای پرورش می‌دهند، هم آنها را برای آموزش عالی آماده می‌کنند و هم اهداف آموزش متوسطه عمومی را برآورده می‌کنند. آموزش متوسطه فنی و حرفه‌ای شامل مدارس آموزش فنی پسران، مدارس آموزش فنی دخترانه، مدارس تجارت و گردشگری، مدارس تعلیمات دینی، دبیرستان‌های چند برنامه ای، مدارس آموزش ویژه، مدارس آموزش خصوصی و مدارس آموزش بهداشت است.

### سیستم جدید: ۴+۴+۴

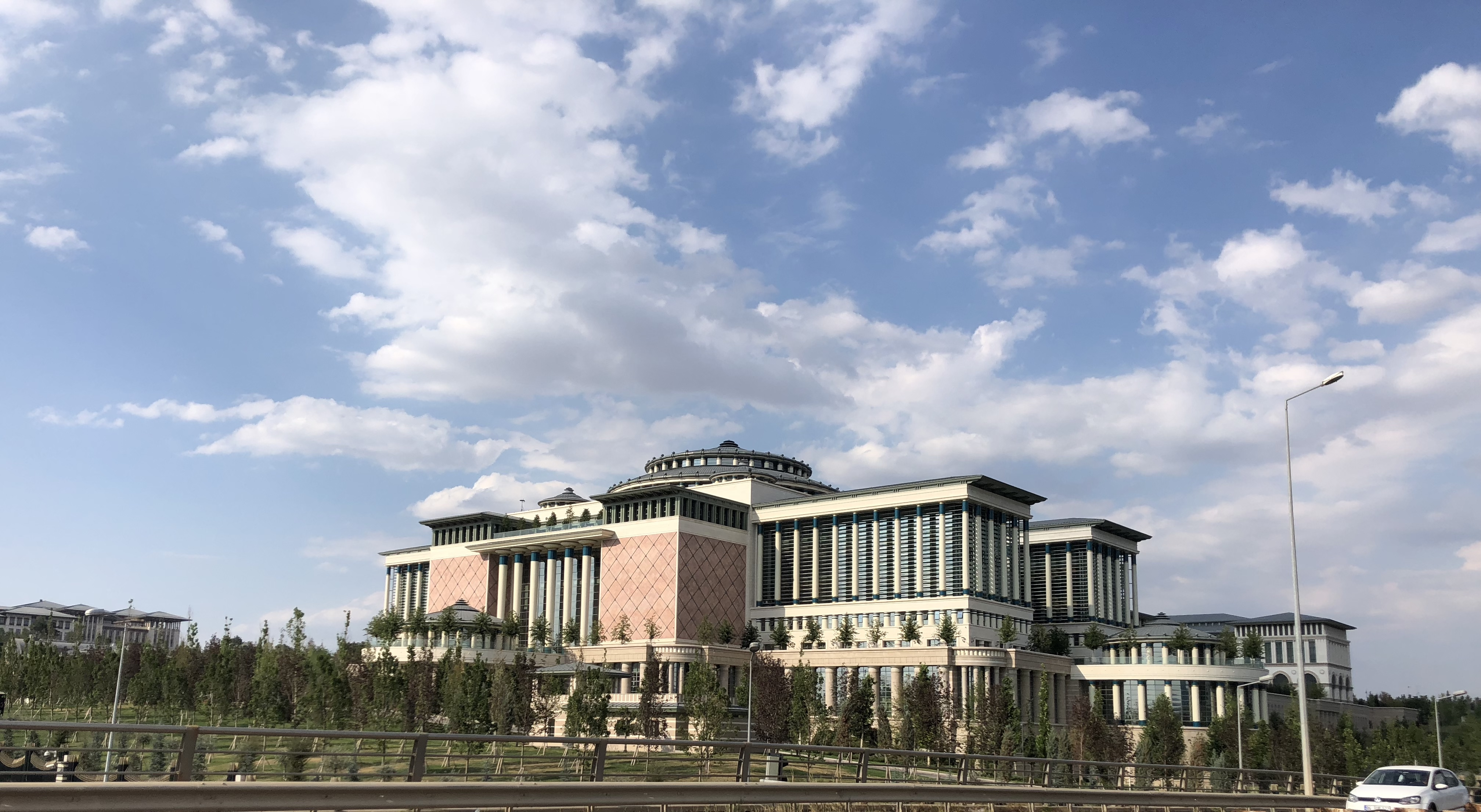
کتابخانه ریاست جمهوری با مجموعه ای از بیش از چهار میلیون کتاب، بزرگ‌ترین کتابخانه در آنکارا است.

در مارس ۲۰۱۲ مجلس بزرگ ملی قوانین جدیدی را در مورد آموزش ابتدایی و متوسطه به تصویب رساند که معمولاً "۴+۴+۴" نامیده می‌شود (۴ سال آموزش ابتدایی، سطح اول، ۴ سال آموزش ابتدایی، سطح دوم و ۴ سال آموزش متوسطه). کودکان تحصیلات ابتدایی خود را در ماه اول سپتامبر پس از تولد شش سالگی خود آغاز می‌کنند و در طول سال تحصیلی که دانش آموزان ۱۴ساله می‌شوند به پایان می‌رسند.
مراحل آموزش ابتدایی، که شامل دو مرحله اول از آموزش چهار ساله است، شامل چهار سال آموزش ابتدایی اجباری و به دنبال آن یک دوره آموزشی اجباری چهار ساله اضافی در دوره راهنمایی خواهد بود که پس از آن دانش‌آموزان می‌توانند بین تحصیل در مدرسه راهنمایی عمومی یا راهنمایی حرفه‌ای و دینی که از آنها به عنوان «مدارس امام خطیب» یاد می‌شود انتخاب کنند.

## دانشگاه‌ها

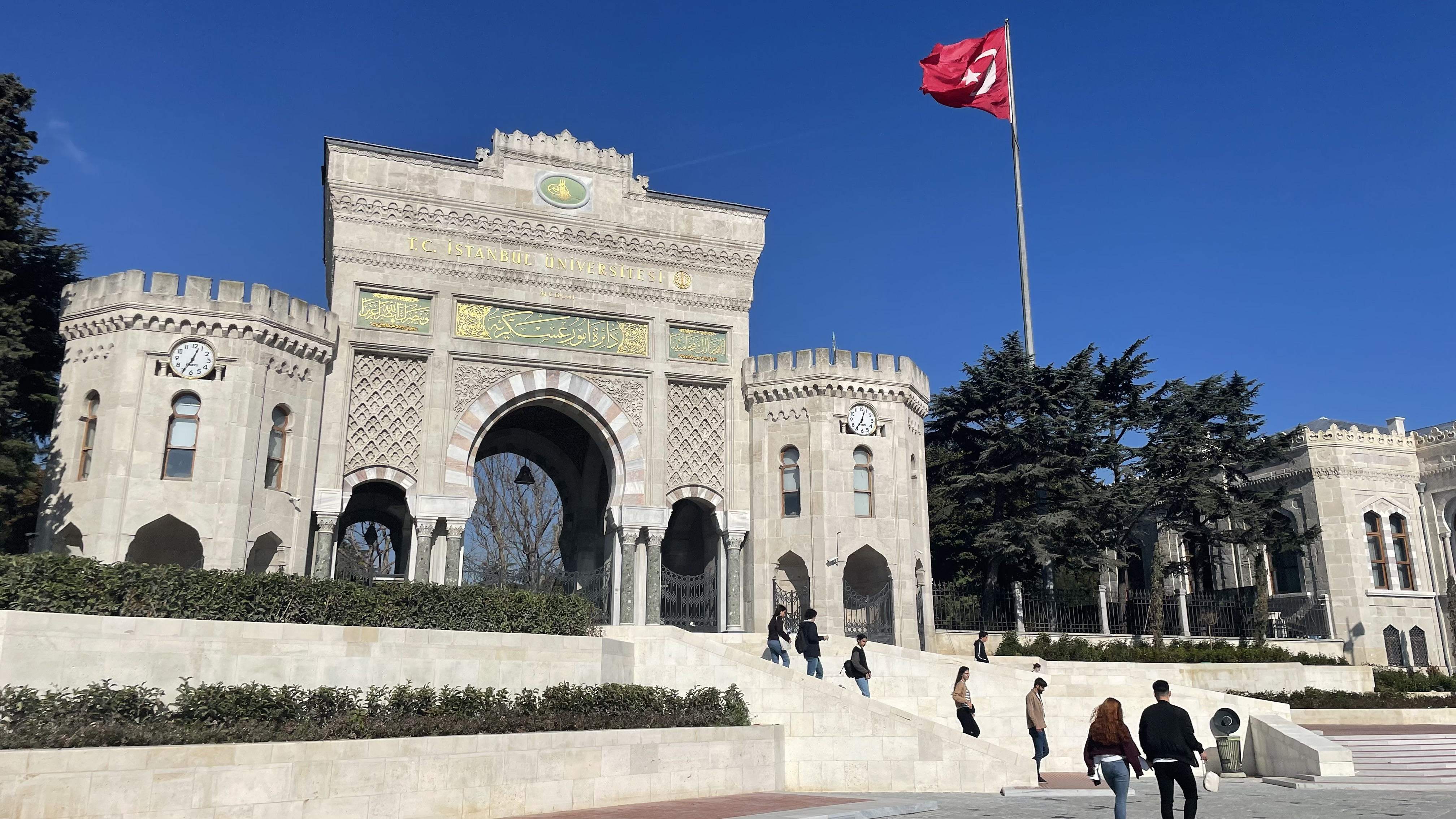
دروازه اصلی ورودی دانشگاه استانبول.

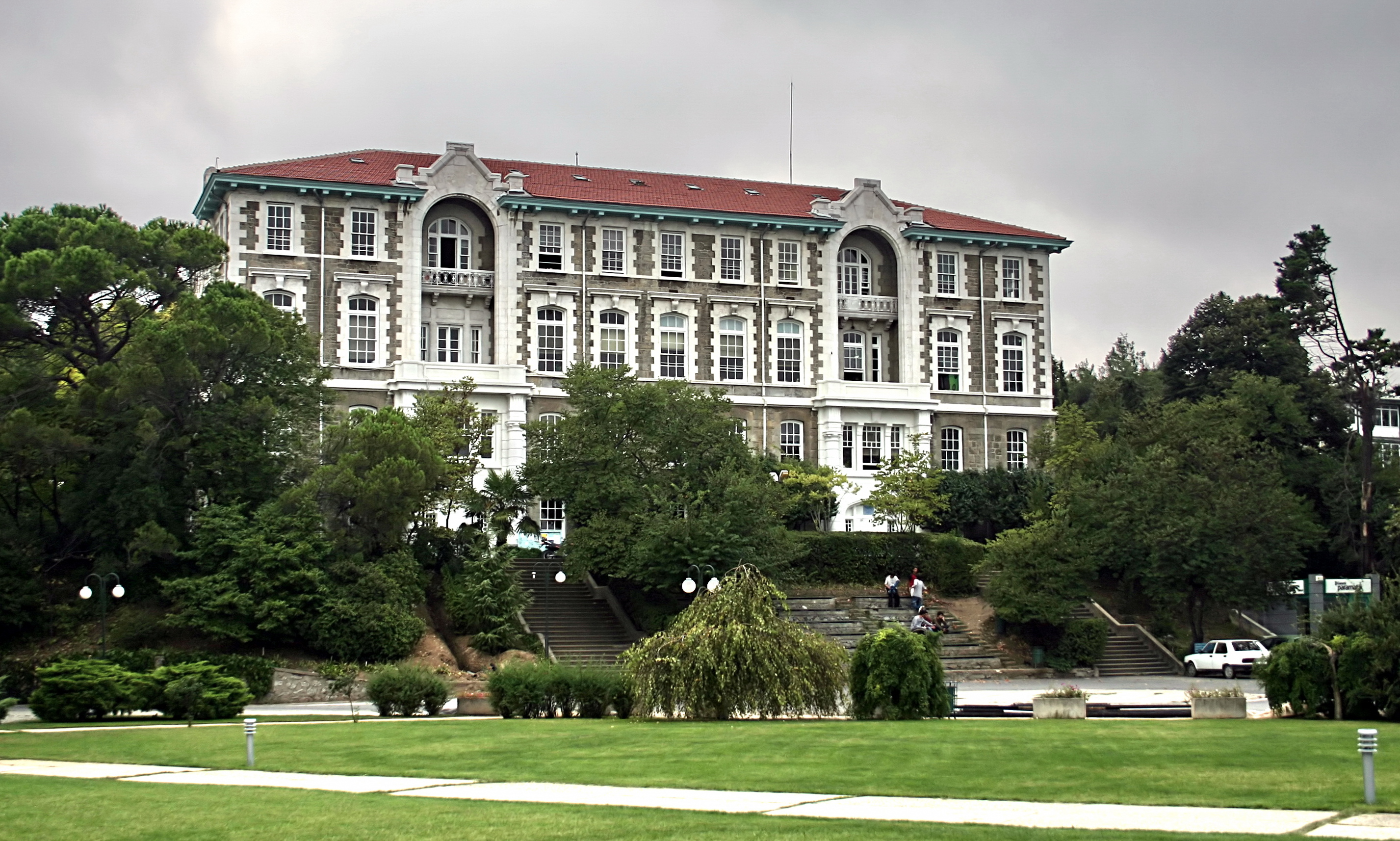
ساختمان سابق کالج رابرت در پردیس جنوبی دانشگاه بوغازیچی استانبول

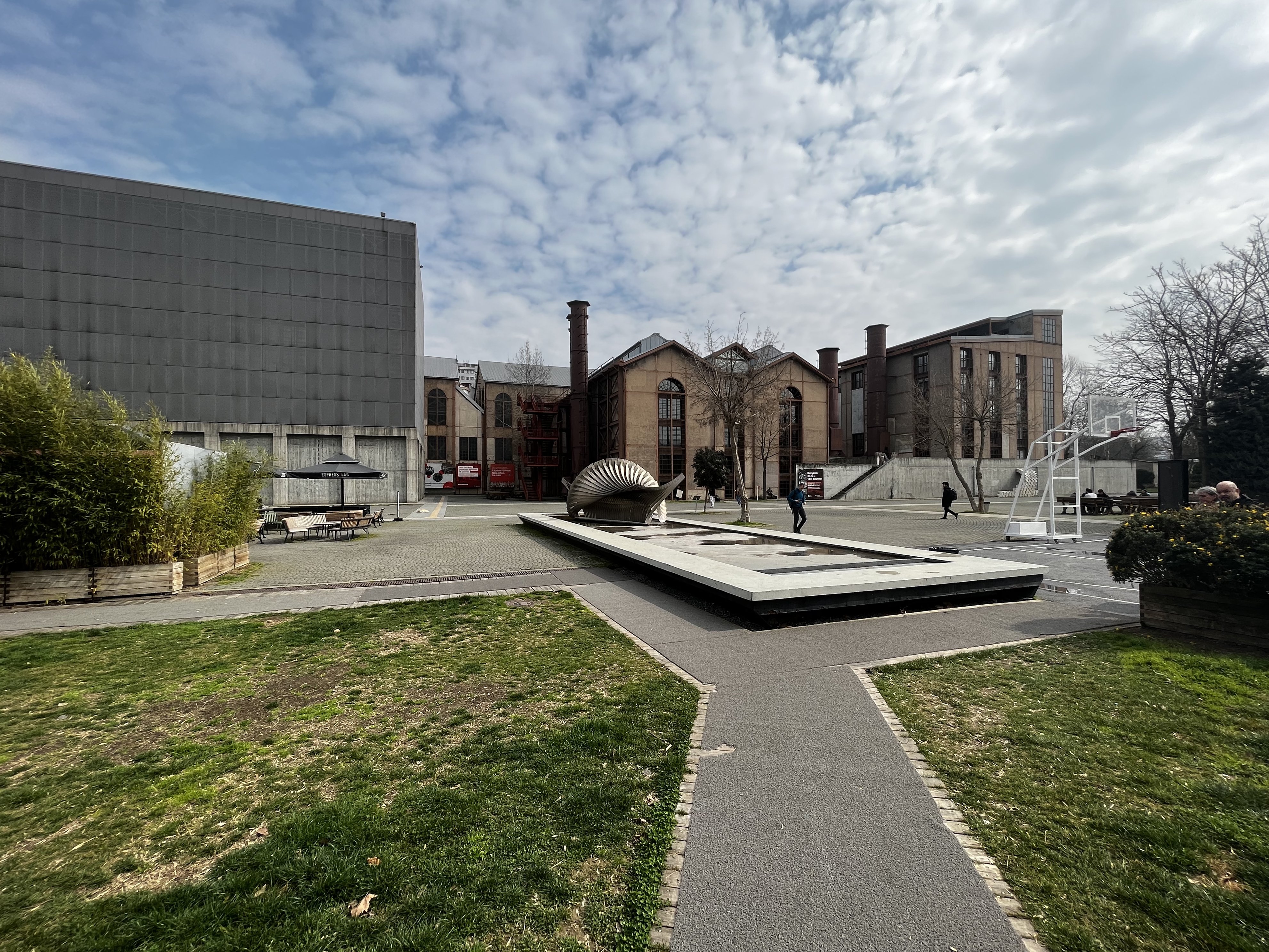
SantralIstanbul یک آمفی تئاتر، سالن‌های کنسرت و یک مجموعه کتابخانه عمومی در پردیس دانشگاه بیلگی استانبول، استانبول است.

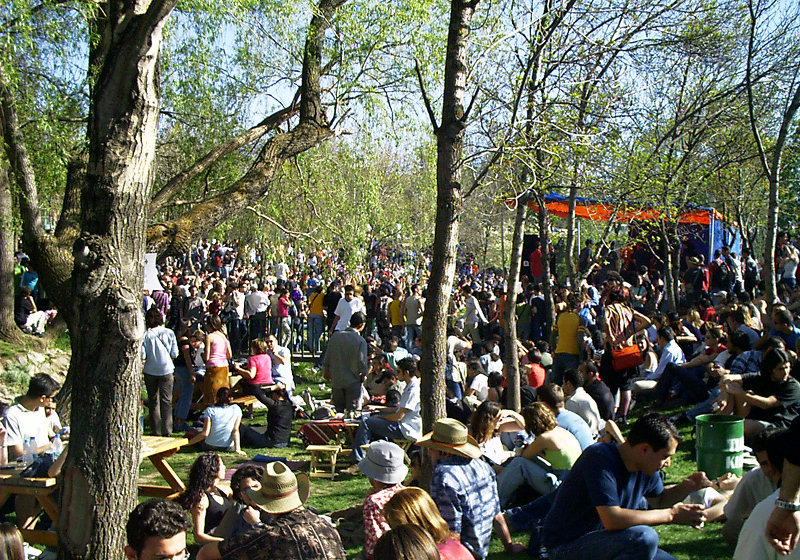
دانشجویان دانشگاه فنی خاورمیانه، آنکارا

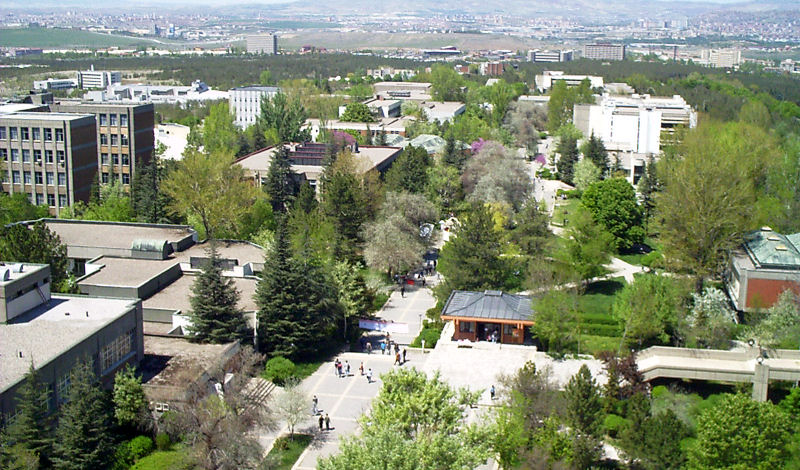
پردیس دانشگاه فنی خاورمیانه

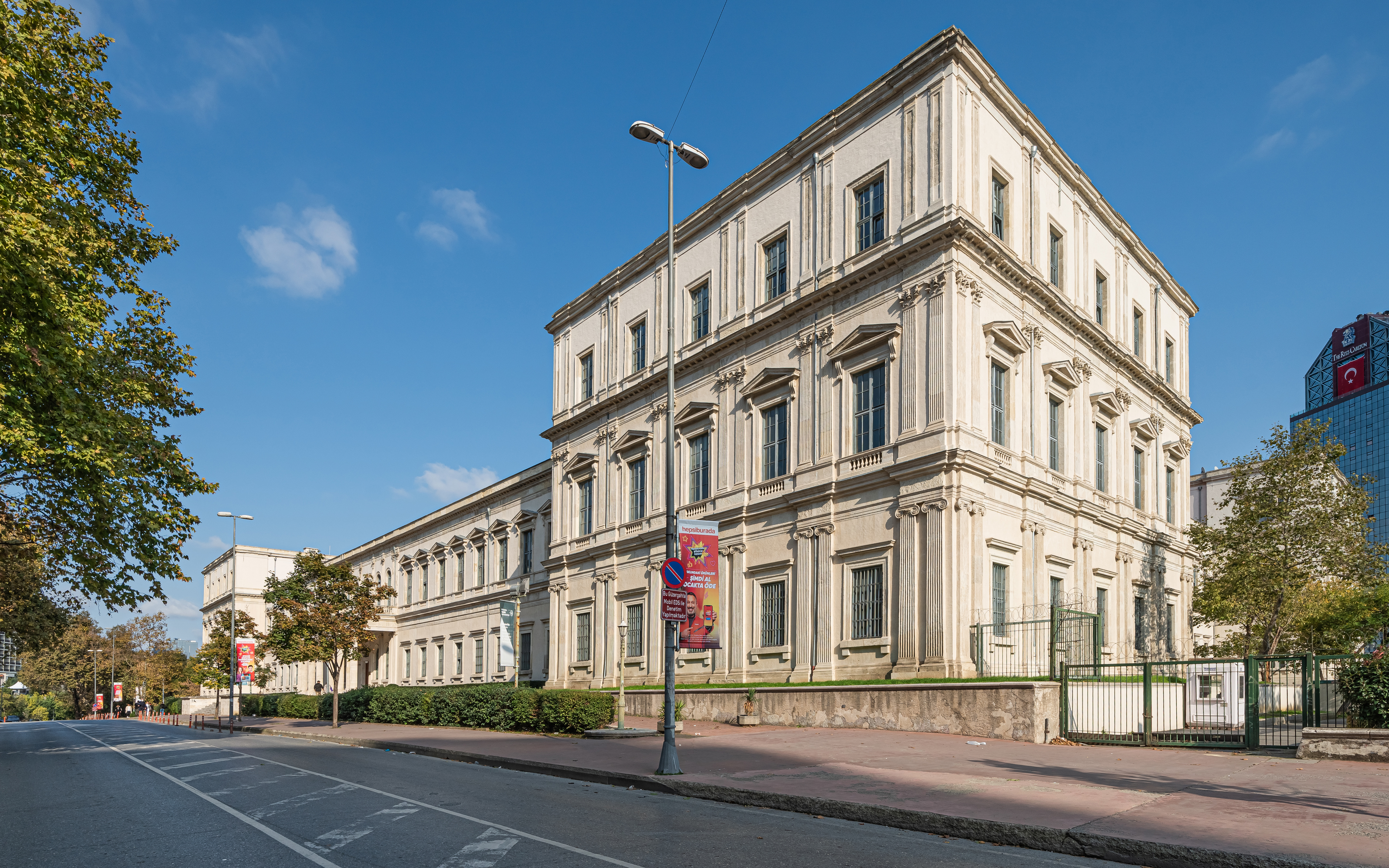
ساختمان دانشگاه فنی استانبول

آموزش عالی (دانشگاهی) شامل تمام انواع مؤسساتی است که ارائه دهنده تحصیلات را پس از دوره متوسطه برای مدت حداقل ۱۷ سال هستند.
مؤسسات آموزش عالی عبارتند از:
- دانشگاه‌ها
- دانشکده‌ها
- موسسات
- مدارس آموزش عالی
- مدارس آموزش عالی حرفه ای
- هنرستان‌ها
- مراکز کاربردی و تحقیقاتی

## مدارس خصوصی
در سیستم آموزش و پرورش ترکیه، مدارس خصوصی ممکن است به چهار گروه تقسیم شوند.
- مدارس خصوصی ترکی: در این مدارس که توسط نهادهای حقیقی یا شرکتی با ملیت ترک افتتاح می‌شوند، برنامه‌های آموزش عمومی در سطوح آموزش پیش‌دبستانی، ابتدایی و متوسطه ارائه می‌شود.
- مدارس خصوصی برای اقلیت‌ها: این مدارس در دوره امپراتوری عثمانی توسط اقلیت‌های یونانی، ارمنی و یهودی تأسیس شده‌اند و طبق قرارداد لوزان تحت ضمانت قرار گرفته‌اند. در این مدارس دانش آموزانی در مقاطع تحصیلی پیش دبستانی، ابتدایی و متوسطه تحصیل می‌کنند که به این طبقات اقلیت تعلق دارند و از ملیت ترک هستند.
- مدارس خصوصی خارجی: مدارسی هستند که در زمان امپراتوری عثمانی توسط افراد فرانسوی، آلمانی، ایتالیایی، اتریشی و آمریکایی تأسیس شده‌اند که طبق قرارداد لوزان به فعالیت خود ادامه می‌دهند. امروزه در این مدارس کودکان ترک تحصیل می‌کنند.
- مؤسسات آموزش خصوصی بین‌المللی: بر اساس مفاد ماده ۵ اصلاحی قانون شماره ۵افتتاح شده و فعال هستند.[۲۱]

مراکز آموزشی زیادی با عنوان درشان (به ترکی استانبولی: Dershane) وجود دارد که طبق قانون جدید، در سال ۲۰۱۵ به دبیرستان‌های دانشگاهی تبدیل خواهند شد.

## مطالعات دینی و اعتقادی

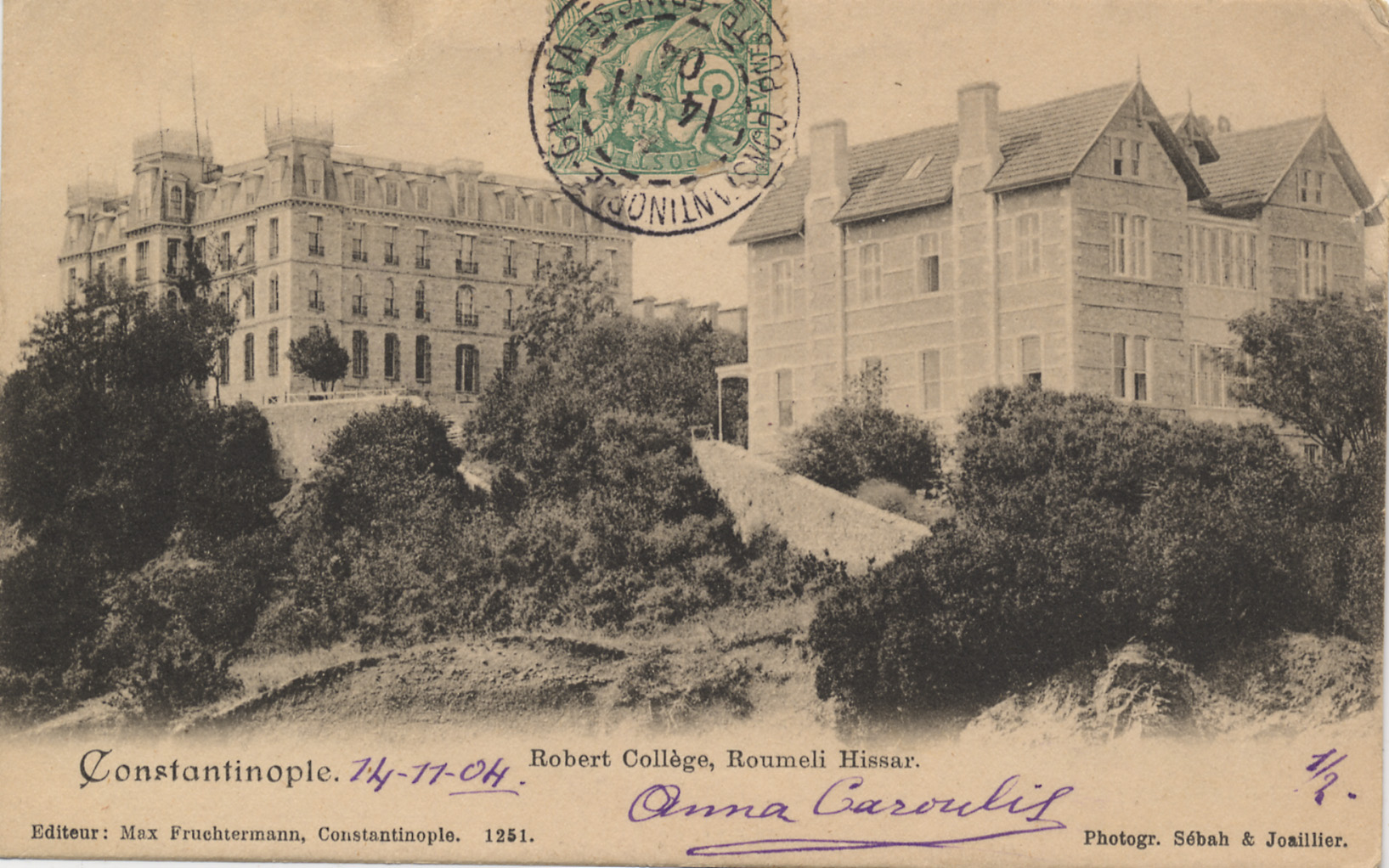
کالج رابرت در سال ۱۸۶۳ توسط سایروس هایملین و کریستوفر رابرت در استانبول تأسیس شد. مدرسه برنامه آموزشی خود را در ساختمان الهیات کمیسیون مأموران آمریکا آغاز کرد. امروزه این مدرسه یک مدرسه سکولار پیشرو-خصوصی است.

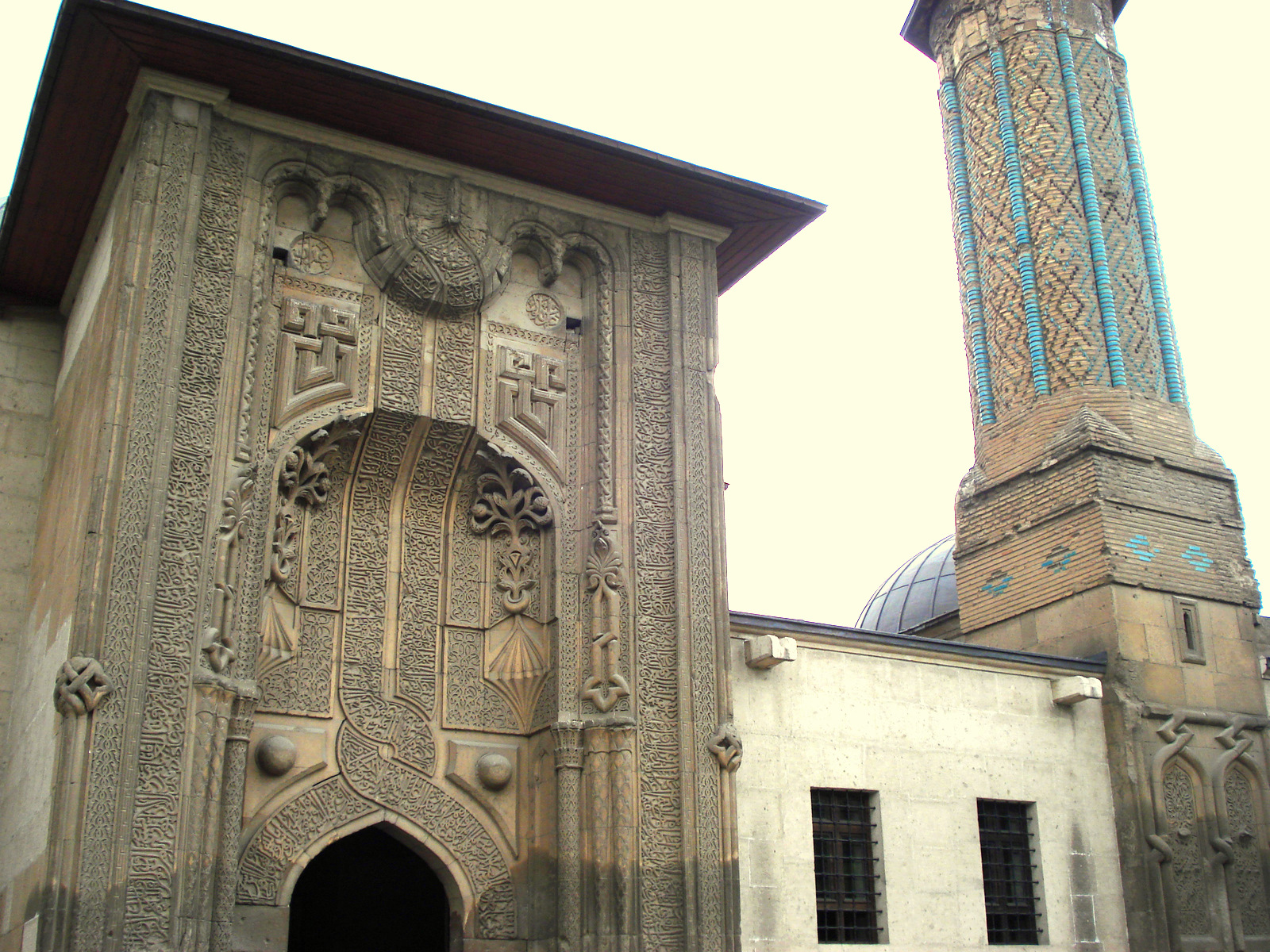
اینس مناره مدرس یک مدرس (مدرسه اسلامی) قرن سیزدهمی است که در قونیه واقع شده و اکنون موزه هنرهای سنگ و چوب را در خود جای داده‌است.

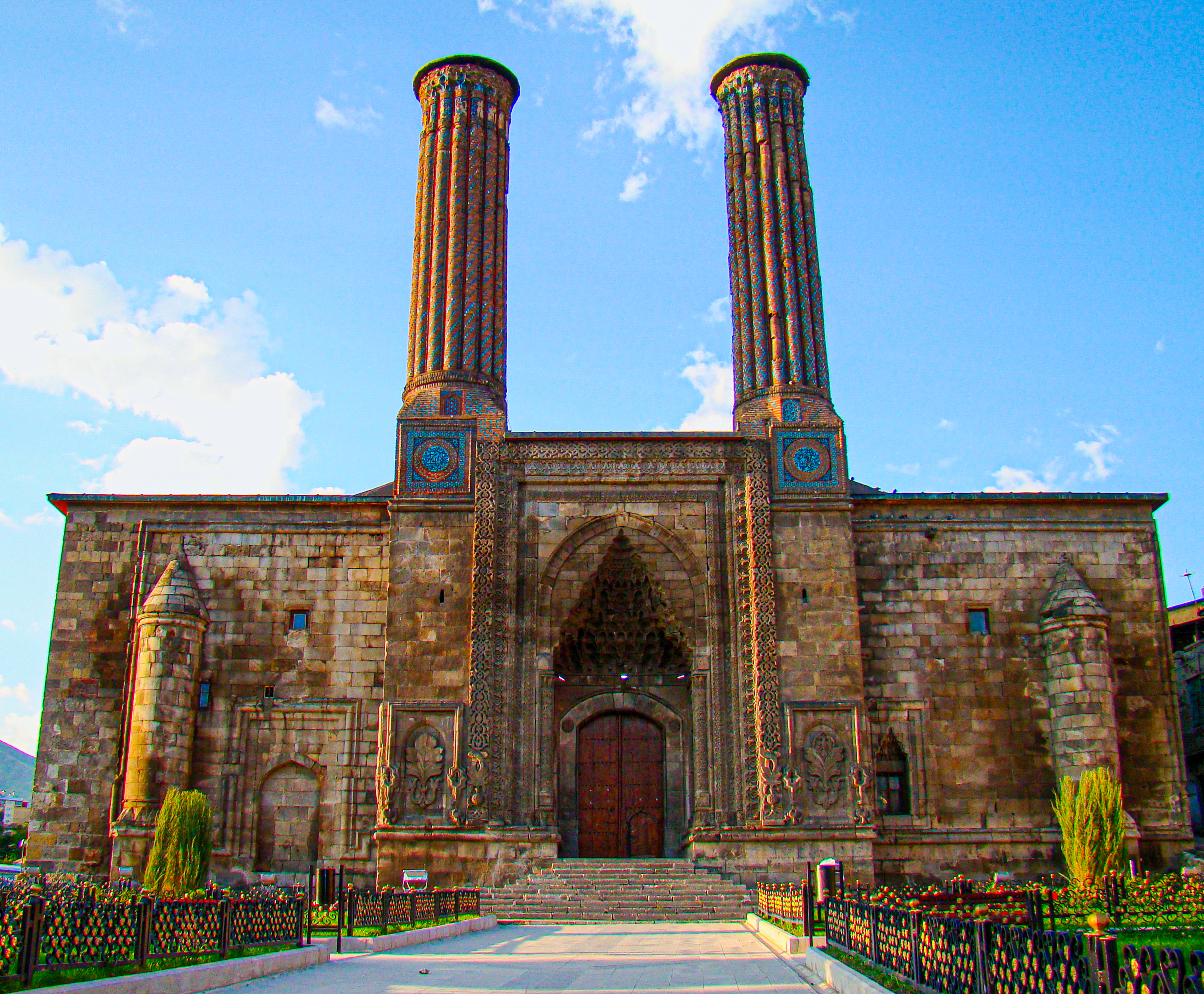
Çifte Minareli Medrese یک بنای تاریخی معماری اواخر دوره سلجوقی در ارزروم است. چند سال قبل از ۱۲۶۵به عنوان مدرسه علمیه ساخته شده‌است.

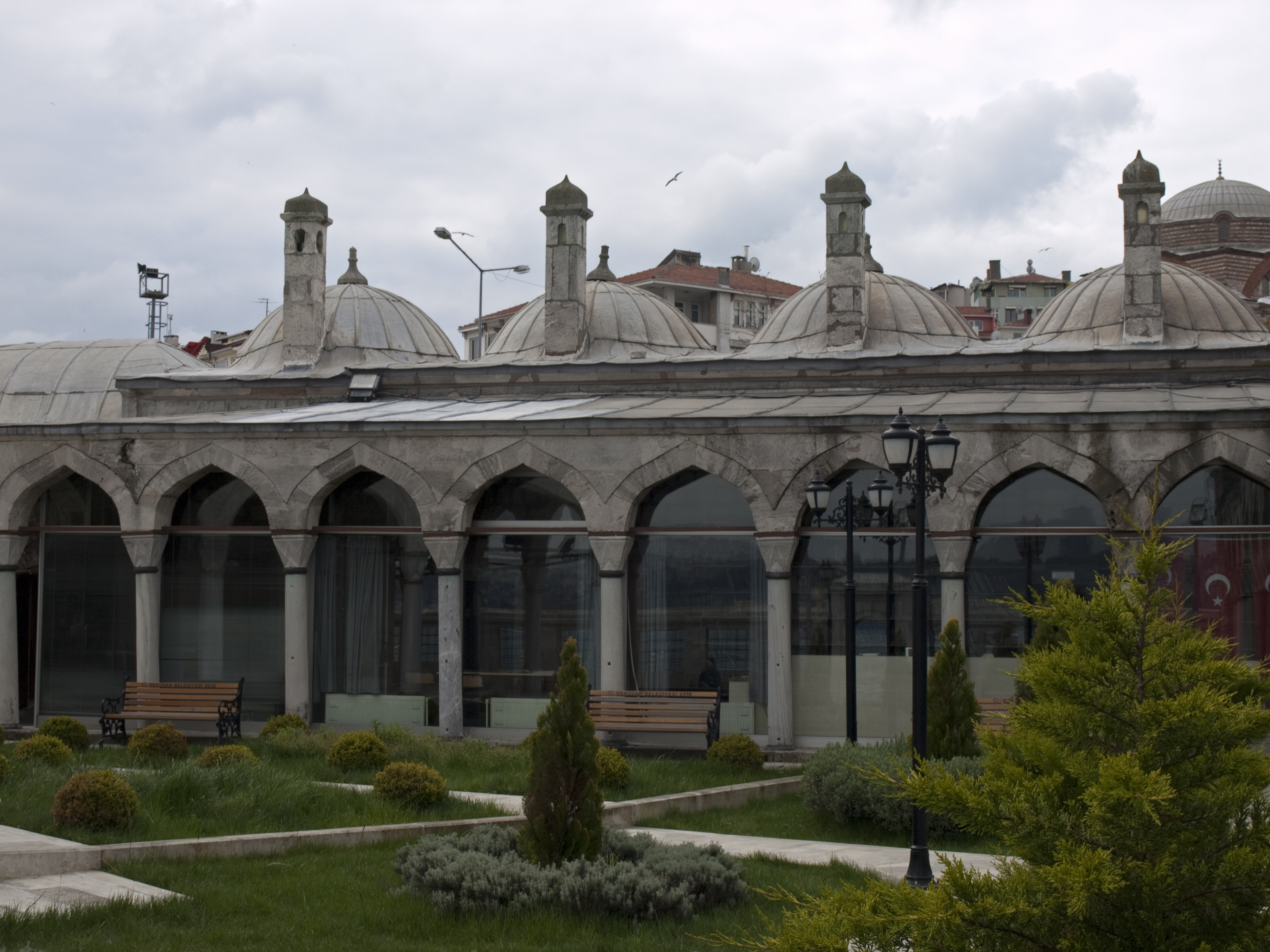
مسجد و مدرسه شمسی پاشا (مدرسه اسلامی) توسط معمار امپراتوری عثمانی، معمار سینان، مهم‌ترین معمار امپراتوری عثمانی در سال ۱۵۸۰ساخته شد.

### استقرار زدایی
در سال ۱۹۲۷، بر اساس این امر که غیرمسلمانان نیز در ترکیه زندگی می‌کنند تمام دروس مربوط به دین از برنامه درسی مدارس ابتدایی، متوسطه و دبیرستان حذف شدند، زیرا. بین سالهای ۱۹۲۷و ۱۹۴۹، آموزش دینی در مدارس مجاز نبود. در سال ۱۹۴۹، وزارت آموزش و پرورش اجازه داد تا در کلاس‌های چهارم و پنجم ابتدایی دروس دینی برگزار شود.

### استقرار مجدد
در سال ۱۹۵۶، در نتیجه دموکراسی چند حزبی، یک دولت جدید تأسیس شد. این دولت جدید با دلسوزی بیشتر نسبت به احساسات مذهبی جامعه، درس دینی را وارد مدارس متوسطه کرد. این بار اگر والدین می‌خواستند فرزندان خود را از دوره معاف کنند باید با درخواست کتبی به مدرسه مراجعه می‌کردند. پس از نزدیک به ده سال دروس دین به پایه‌های اول و دوم دبیرستان راه یافت. دانش آموزان اما با درخواست کتبی والدین خود در این دوره ثبت نام کردند. در سال ۱۹۷۵ این دوره به پایه سوم (آخرین) دبیرستان‌ها گسترش یافت. و سرانجام در پی کودتای نظامی در سال ۱۹۸۰، درس دین به مدرسه تبدیل شد و طبق قانون اساسی نیز تضمین شد. عنوان دقیق دوره «فرهنگ دین و دانش اخلاق» بود.

## زبان‌های خارجی

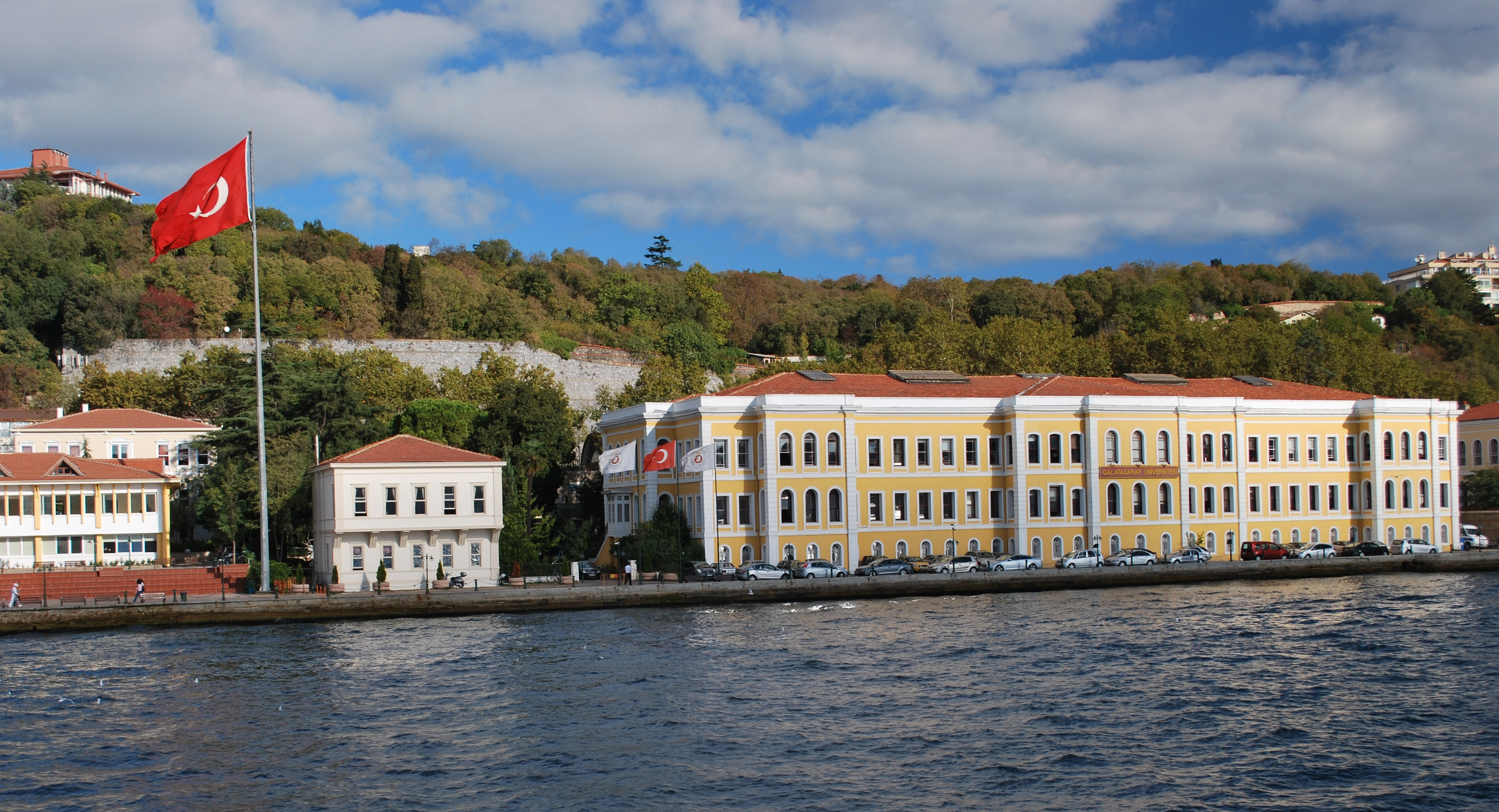
تدریس در دانشگاه گالاتاسرای و دبیرستان گالاتاسرای به زبان فرانسه.

رایج‌ترین زبان خارجی انگلیسی است که در مدارس دولتی از کلاس دوم (۸سالگی) به بعد تا پایان دبیرستان تدریس می‌شود. در دبیرستان یک زبان خارجی دوم معرفی می‌شود. با این حال، تعداد درس‌هایی که در مدارس دولتی ارائه می‌شود در مقایسه با مدارس خصوصی، که آموزش زبان انگلیسی را در مهدکودک شروع می‌کنند، دو یا سه برابر بیشتر در جدول زمانی درس‌های انگلیسی دارند، و در بسیاری از موارد که از افراد بومی انگلیسی به عنوان معلم استفاده می‌کنند، بسیار کم است.
در سال ۲۰۱۱، وزارت آموزش و پرورش، تحت فشار نخست‌وزیر برای بهبود یادگیری زبان انگلیسی در ترکیه، اعلام کرد که رویکرد زبان به‌طور کامل بازنگری خواهد شد، که بخشی از آن شامل طرحی برای استخدام ۴۰٬۰۰۰خارجی به عنوان دستیار زبان در مدارس دولتی بود.
در سال ۲۰۱۲، وزارت آموزش و پرورش زبان کردی (بر اساس هر دو گویش کورمانجی و زازاکی) را به عنوان کلاس‌های اختیاری از سال پنجم به بعد در برنامه تحصیلی مدارس ابتدایی گنجاند. بعدها، وزارت آموزش و پرورش همچنین شامل زبان‌های آبخازی، آدیگه، گرجی استاندارد و لاز در سال ۲۰۱۳ و زبان‌های آلبانیایی و بوسنیایی نیز اضافه شد.
در عموم دانشگاه های ترکیه زبان اصلی برای تدریس ترکی و بعضا انگلیسی است و برای دانشجویان خارجی، الزام آگاهی از یکی از این دو زبان وجود دارد. در صورت نداشتن تسلط به یکی از این دو زبان،‌ کلاس‌های آموزشی برای دانشجویان خارجی اجرا می شود.

## اصول اعتقادی

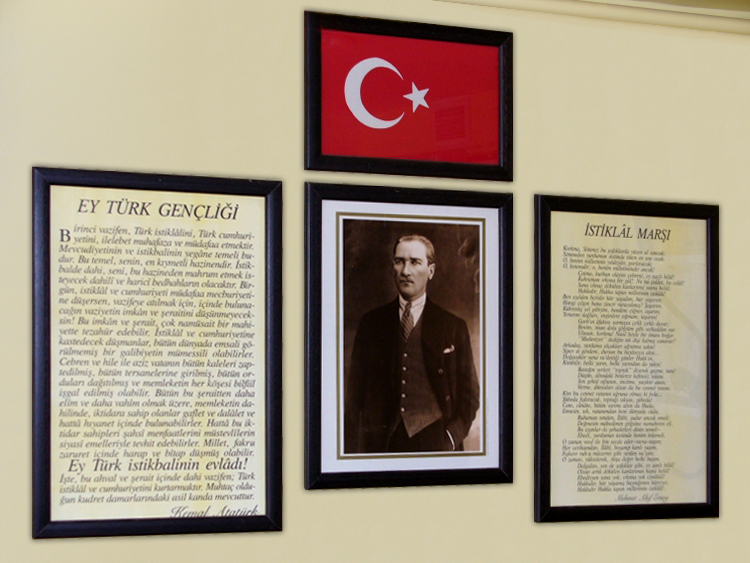
پرچم ترکیه، پرتره مصطفی کمال آتاتورک، اشعار سرود ملی ترکیه و سخنرانی آتاتورک در توصیه به جوانان ترکیه‌ای که روی دیوار کلاس آویزان شده‌است.

سیستم آموزشی ترکیه ایجاب می‌کند که دانش آموزان بر اساس ناسیونالیسم ترکیه‌ای در اندیشه آتاتورک (Atatürk milliyetçiliği) آموزش ببینند و هدف آن ایجاد افرادی است که به ارزش‌های لاییک و دموکراتیک ترکیه متعهد باشند.
هر روز هفته در اوایل صبح سوگند باید توسط دانشجویان خوانده می‌شد تا اینکه در سال ۲۰۱۳ لغو شد در هر کلاس درس، پرتره ای از آتاتورک، اشعار سرود ملی و متن خطاب آتاتورک به جوانان ترکیه‌ای بر بالای دیوار آویزان شده‌است.

### وعده‌های غذایی مدرسه
در اواخر سال ۲۰۱۰، گروهی از دانش آموزان برای تحریم غذاخوری مدرسه به دلیل افزایش قیمت‌ها که منجر به دستگیری ۳ دانش آموز شد، از خانه به مدرسه غذا آوردند و غذای خود را با یکدیگر تقسیم کردند. در اوایل سال ۲۰۱۲، غذاخوری مدرسه دیگری به روشی مشابه تحریم شد که منجر به اخراج یکی از دانش‌آموزان به دلیل «اطلاعات به مطبوعات و توزیع اعلامیه‌ها بدون کسب مجوز از مدیر مدرسه» شد. در سال ۲۰۱۸، غذاخوری‌های مدارس به دلیل فروش محصولات ممنوعه مانند ویفر با روکش شکلاتی، کیک و اسباب بازی‌های پلاستیکی که به عنوان ناسالم برای کودکان تعیین شده بودند مورد انتقاد قرار گرفتند.

### کتاب‌های درسی
اگرچه دولت کتاب‌های درسی رایگان توزیع می‌کند، اما به دلیل کیفیت پایین کتاب‌های درسی مورد تأیید دولتی، تقاضای زیادی برای کتاب‌های درسی خصوصی وجود دارد. خرید کتاب‌های کمک درسی خصوصی اجباری نیست، با این وجود خانواده‌ها خود را مجبور به خرید آن می‌دانند تا فرزندانشان آموزش بهتری ببینند. از سال ۲۰۱۹، کل هزینه کتاب‌های درسی خصوصی برای یک دانش آموز می‌تواند حدود ۵۰۰لیر ترکیه باشد. استفاده از کتاب‌های درسی خصوصی در مدارس رسماً ممنوع است.